# Apeadeiro de Oliveira
O Apeadeiro de Oliveira é uma interface da Linha do Douro, que serve a localidade de Oliveira, na freguesia de Vila Meã, concelho de Amarante, em Portugal.

## Descrição

### Localização e acessos
O apeadeiro de Oliveira situa-se sob o vão de um viaduto rodoviário de duas faixas; dista um quarto de quilómetro do centro (igreja) da localidade epónima.

### Infraestrutura
Como apeadeiro em linha em via única, esta interface tem uma só plataforma: tem 140 m de comprimento e 90 cm de altura, e situa-se do lado sudeste da via (lado direito do sentido ascendente, para Barca d’Alva).

### Serviços
Em dados de 2023, esta interface é servida por comboios de passageiros da C.P. de tipo urbano no serviço “Linha do Marco”, tipicamente com 12 circulações diárias em cada sentido entre Porto - São Bento e Marco de Canaveses; passam sem parar nesta interface, em cada sentido, 8 circulações diárias do mesmo serviço.

## História
Este apeadeiro situa-se no lanço da Linha do Douro entre Caíde e Juncal, que, foi inaugurado no dia 15 de Setembro de 1878.